# Ready to Rumble
Ready to Rumble är en amerikansk film från 2000 i regi av Brian Robbins efter manus av Steven Brill.

## Handling
Gordie Boggs (David Arquette) och Sean Dawkins (Scott Caan) tillbringar sina dagar genom att jobba med latrin och att titta på wrestling. De är trogna fans till den berömde Världsmästaren Jimmy King (Oliver Platt) vars manager Titus Sinclair (Joe Pantoliano) börjar tycka allt mindre om honom. Därför så låter managern King få storstryk av Diamond Dallas Page (Dallas Page), utan att King vet om det. Nu åker de två latrinarbetarna iväg på jakt efter King, i hopp om att kunna rädda hans rykte.

## Om filmen
Filmen är inspelad i Los Angeles och hade världspremiär i USA den 5 april 2000. I Sverige visades den första gången på TV3 den 9 januari 2004.

## Rollista (i urval)
- David Arquette - Gordie Boggs
- Oliver Platt - Jimmy King
- Scott Caan - Sean Dawkins
- Rose McGowan - Sasha
- Bill Goldberg - Goldberg
- Dallas Page - Diamond Dallas Page
- Chris Owen - Isaac
- Steve Borden - Steve Borden

## Musik i filmen
- Bloodstains, framförd av The Offspring
- Girls Girls Girls, framförd av Mötley Crüe
- We're Not Gonna Take It, framförd av Bif Naked
- Bawitdaba, framförd av Kid Rock
- Dog, framförd av Fat
- My own worst enemy